# Campagnano di Roma
Campagnano di Roma là một đô thị trong tỉnh Roma, vùng Lazio, Ý. Đô thị này có diện tích km2, dân số thời điểm năm 2020 là 11 390 người. Đô thị này có cự lỵ 30 km về phía tây bắc Roma.